# Dioscoride (funzionario)
Dioscoride (in greco antico: Διοσκουρίδης?, Dioskourídes; fl. I secolo a.C.) è stato un funzionario egizio del periodo tolemaico.

## Biografia
Dioscoride fu ambasciatore a Roma per conto del re egizio Tolomeo XII Aulete (80-58 a.C., 55-51 a.C.) e fu un uomo di grande influenza sotto il suo regno. Poco dopo la morte dell'Aulete, i suoi figli maggiori (Tolomeo XIII e Cleopatra) combatterono tra di loro la guerra civile alessandrina (48-47 a.C.). Il generale romano Gaio Giulio Cesare, arrivato in Egitto, cercò di calmare la situazione e fece inviare da Tolomeo due ambasciatori, Dioscoride e Serapione, per ordinare al suo generale Achilla di smantellare l'esercito; tuttavia questi, capendo che i due uomini venivano per conto di Cesare e non del re, ordinò di farli uccidere, ma uno dei due riuscì a fuggire venendo solamente ferito (2 novembre 48 a.C.). Se il sopravvissuto dei due fu Dioscoride, fu probabilmente lui che, dopo che Tolomeo ebbe ripreso il comando delle proprie truppe, affrontò alla testa di una parte dell'esercito tolemaico gli alleati orientali di Cesare, Mitridate di Pergamo ed Erode Antipatro, nella battaglia di Campo degli Ebrei (15 marzo 47 a.C.), venendo ucciso nello scontro.